# Сатурн, Перри
Перри Артур Сатулло (англ. Perry Arthur Satullo, род. 25 октября 1966, Кливленд, Огайо) — американский рестлер, более известный под именем Перри Сатурн (англ. Perry Saturn). После дебюта в 1990 году Сатурн выступал в таких организациях, как Extreme Championship Wrestling (ECW), World Championship Wrestling (WCW), World Wrestling Federation (WWF) и Total Nonstop Action Wrestling (TNA). Он бывшим командный чемпион мира ECW, командный чемпион мира WCW, телевизионный чемпион мира WCW, чемпион Европы WWF и хардкорный чемпион WWF. Комментаторы признали его одной из самых значимых звезд WCW и ECW в конце 1990-х годов.

## Ранняя жизнь
В возрасте семнадцати лет Сатулло завербовался в армию США на четыре года, а затем начал карьеру в рестлинге. Сатулло закончил бакалавриат, прежде чем стать постоянным рестлером. Сатулло также является дипломированным выпускником Школы рейнджеров армии США и служил в рейнджерах армии США.

## Личная жизнь
Сатулло женился на Лизе Мари Кухлемайер в июне 2009 года. До этого он был женат трижды.
В апреле 2004 года Сатулло участвовал в ссоре с двумя мужчинами, когда пришел на помощь женщине, которую они насиловали. Он боролся с мужчинами и в результате потасовки был ранен из пистолета 25 калибра в заднюю часть шеи и в правое плечо, в которое, как он первоначально думал, попал удар. После ранения Сатулло пристрастился к метамфетамину и в течение двух с половиной лет был бездомным. Сатулло исчез из поля зрения общественности, и его не видели несколько лет, а его семья и друзья не знали о его местонахождении. Сатулло вновь появился в 2010 году, избавившись от своей зависимости.
Во время интервью с Биллом Аптером в сентябре 2016 года Сатулло рассказал, что имеет дело с «травматическим повреждением мозга», которое ограничивает его способности. В ноябре 2016 года газета The Boston Globe сообщила, что Сатулло присоединился к групповому иску против WWE, поданному Константином Киросом, который участвовал в ряде других исков против них, утверждая, что «он страдает от многочисленных симптомов повторяющихся травматических повреждений мозга и проходит неврологическое лечение». Окружной судья США Ванесса Линн Брайант отклонила иск в конце 2018 года.

## Титулы и достижения
- 3XWrestling
  - Чистый чемпион 3XW (1 раз)[11]
- Extreme Championship Wrestling
  - Командный чемпион мира ECW (3 раза) — с Джоном Кронусом[12]
- Impact Pro Wrestling
  - Командный чемпион IPW (1 раз) — с Джеймсом Джеффрисом
- International Wrestling Federation
  - Чемпион IWF в полутяжёлом весе (2 раза)[13]
  - Чемпион Северной Америки IWF (1 раз)[13]
  - Командный чемпион IWF (1 раз) — с Террой Райзингом
- New England Pro Wrestling Hall of Fame
  - С 2018 года
- Pro Wrestling Illustrated
  - № 47 в топ 500 рестлеров в рейтинге PWI 500 в 1999[14]
- United States Wrestling Association
  - Командный чемпион мира USWA (1 раз)[15] — с Джоном Кронусом[16]
- World Championship Wrestling
  - Командный чемпион мира WCW (2 раза) — с Вороном (1 раз) и Крисом Бенуа (1 раз)[17]
  - Телевизионный чемпион мира WCW (1 раз)
- World Wrestling Federation
  - Чемпион Европы WWF (1 раз)[18]
  - Хардкорный чемпион WWF (2 раза)[19]
- Universal Championship Wrestling
  - Универсальный чемпион в тяжелом весе (1 раз)